# Icarie
Pour l'île grecque, voir Ikaria.
Icarie est le nom donné par le théoricien politique et socialiste utopique Étienne Cabet à sa cité idéale, une utopie reposant sur des principes communistes chrétiens. Par extension, « Icarie » (ou Icaria en anglais) sera le nom donné aux communautés intentionnelles fondées aux États-Unis par les adeptes de Cabet, se désignant « Icariens ».
Inspiré à la fois par l'Utopia de Thomas More et son amitié avec le réformateur gallois Robert Owen, Cabet décrit Icarie à travers le récit imaginaire d'un jeune aristocrate anglais visitant une île mystérieuse. Voyages et aventures du Lord Wiliam Carisdall en Icarie est d'abord publié en 1840 en Angleterre anonymement, Cabet craignant d'être arrêté par les autorités françaises. Cette peur se révélant infondée, l'ouvrage est ensuite réédité en France à partir de 1842 sous le titre Voyage en Icarie, cette fois-ci portant le nom de l'auteur. Le succès du livre entraînera quatre autres éditions en huit ans.

## Les Icaries des États-Unis

### Texas
Le 10 octobre 1847, environ 150 personnes réunies dans les locaux du journal Le Populaire votent l’« Acte de Constitution d’Icarie », élisent comme président Étienne Cabet et établissent un « Bureau de l’immigration icarienne » dans ces locaux. En décembre, Charles Sully est envoyé comme éclaireur pour préparer le terrain situé sur les rives de la Red River, dans les environs de la ville de Cross Timber, au Texas. Le 3 février 1848, 69 colons dirigés par Adolphe Gouhenant embarquent sur le Rome au port du Havre. Cabet assiste, en compagnie de sa fille, au départ. Auparavant, Le 30 janvier, un grand banquet "fraternel" est organisé près de la commune d'Ingouville, sur le bord de mer. 250 personnes, hommes, femmes et enfants sont venues de toute la région et de Paris. Le climat est à la ferveur. Pendant six heures, on célèbre l'avant-garde et le mouvement icarien. Des chants (l'hymne icarien, composé en 1847 par Félix Lamb ; des chants du départ réécrits pour l'occasion) sont entonnés. Des discours sont prononcés par les partants. Les chants notamment révèlent une ignorance totale du Texas de l'époque, glorifiant "un sol vierge d'esclavage."
Plus tard, Cabet leur fait signer une série de 15 engagements, dont celui de "supporter toutes les charges et les privations." Ils acceptent également "que celui qui abandonnerait ses frères pour n'écouter que son intérêt personnel égoïste pût être publiquement flétri comme un déserteur et un traître". Enfin, ils acceptent que la gérance d'Icarie soit confiée pendant 10 ans à Cabet.

Le 3 février, Cabet, qui voit partir le navire de l'avant-garde, déclare :
"Enfin, le jeudi 3 février à neuf heures du matin, s'est accompli l'un des plus grands actes, nous le croyons dans l'histoire du genre humain. L'avant-garde, partant sur le Rome, a quitté le Havre pour voguer sur l'Océan et vers Icarie."
Ils n’arrivent sur leur terrain qu’en juin 1848 après une longue et pénible marche car la Red River n’est pas praticable jusqu’à Cross Timber. Là, ils tentent d’organiser leur communauté mais sont vite découragés par le climat : plusieurs colons y meurent à cause de la fièvre paludique. Ils décident donc de se rendre à La Nouvelle-Orléans où, après avoir rencontré d’autres colons icariens embarqués le 15 octobre, le 2 et le 12 novembre à Bordeaux qui sont dans une situation identique à la leur, ils votent la dissolution de la communauté icarienne.

### Illinois
Cabet, dès son arrivée à La Nouvelle-Orléans le 19 janvier 1849, tente de reprendre les choses en main ; il convoque une assemblée générale grâce à laquelle il arrive à convaincre 280 hommes, 74 femmes et 64 enfants sur un total de 485 colons à poursuivre l’aventure icarienne. Le premier mai 1849, les colons arrivent dans l’Illinois dans la localité de Nauvoo, fondée en 1840 par les Mormons, mais dont ils furent expulsés six années plus tard. Le climat est agréable et les terres sont fertiles. Pendant l’assemblée générale du 21 février 1850, les colons votent la constitution définitive de la communauté icarienne. Celle-ci prospère et les colons, français comme américains, affluent jusqu’en décembre 1855.
En octobre 1856, une crise interne due à l’insurrection de plusieurs colons qui jugent Cabet trop autoritaire et le système qu’il a mis en place trop liberticide, se résout par son départ, accompagné de 75 hommes, 47 femmes et 50 enfants, pour Saint-Louis, dans le Missouri. C’est là, peu après leur installation, que Cabet meurt d’une attaque cérébrale. Mercadier, qui est élu président afin de lui succéder, décide de quitter Saint-Louis en mai 1858 pour installer la communauté à Cheltenham. La communauté se poursuit jusqu’en 1863, quand les colons doivent  prononcer sa dissolution, ruinés par les conséquences de la guerre de Sécession.

### Iowa

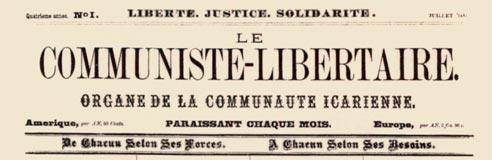
Juillet 1881, Le Communiste-Libertaire, « organe de la Communauté icarienne », fait suite à La Jeune Icarie éditée depuis le 1er mai 1878.

J.-B. Gérard, qui succède à Cabet dans la ville de Nauvoo, laquelle compte alors 240 colons, décide en 1857 d’installer cette communauté à Corning, dans l’Iowa, près de Nodaway. Certains décident plutôt de retourner en France, d’autres de rester à Nauvoo en abandonnant la communauté ; les autres suivent Gérard. En 1863, la communauté icarienne de Corning n’est plus composée que de soixante personnes, mais sa prospérité et sa bonne productivité attirent de nombreux nouveaux et anciens colons.
En 1876, un nouveau conflit interne éclate : le parti des Jeunes Icariens, libertaires et révolutionnaires, accuse ce qu’il appelle la « Vieille Icarie » d’être trop conservatrice et routinière. En 1878, c’est la cour d'appel du comté qui régle cette affaire en prononçant la dissolution de la communauté.
La minorité qui se maintient en communauté publie, en plus de quelques brochures, deux journaux, La Jeune Icarie, « organe du Communisme progressif » (1878-1879) et Le Communiste libertaire, « organe de la Communauté icarienne » (1881).

### Icaria-Speranza

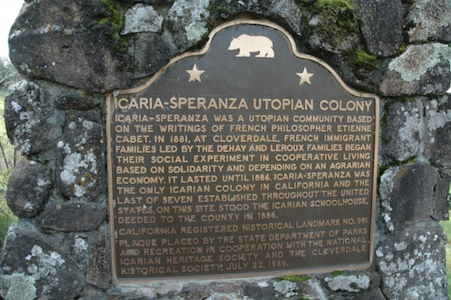
Plaque commémorant l'emplacement de la colonie utopiste Icaria-Speranza dans le comté de Sonoma, en Californie, la dernière de son genre.

En 1881, intrigué par des récits relatant la popularité des idées socialistes à San Francisco, Armand Dehay part pour la Californie avec sa famille pour vivre temporairement avec son frère Théodore. Encouragé par Émile Bée, chef de file du Parti travailliste socialiste, à tenter une nouvelle expérience icarienne dans la région, Dehay écrit à Paul et Pierre Leroux pour les inciter à le rejoindre. Après une exploration de la vallée de Napa, ils décident de relocaliser la jeune Icarie dans le comté voisin de Sonoma, près de Cloverdale.
Utilisant leur propriété d'Iowa comme garantie, ils achètent à crédit un ranch de 885 acres (358 ha) sur la Russian River au printemps pour 15 000 dollars, et baptisent leur nouvelle communauté Speranza, une référence au frontispice du journal défunt de Jules Leroux, L'Espérance. 100 acres (40 ha) de blé, 45 acres (18 ha) de vigne et 5 acres (2 ha) de pêchers sont plantés et une scierie est construite afin de rembourser le prêt, le reste des terres étant dédié au pâturage. Bien qu'ayant réduit leur dette à 6 000 dollars en 1883, les Icariens de Speranza sont bien loin de l'objectif idéal de l'autosuffisance, déjà remis en question par Péron dans l'Iowa.
À la fin de cette année-là, la communauté adopte une charte décrivant les principes gouvernant la colonie. Son fonctionnement diffère sensiblement des Icaries précédentes, s'inspirant des idées de Charles Fourier et Saint-Simon.
La communauté  Icaria Speranza sera dissoute le 3 août 1886 par la cour de justice du comté.